# Hörselberg-Hainich
Hörselberg-Hainich ist eine kreisangehörige Einheitsgemeinde im nordöstlichen Wartburgkreis im Freistaat Thüringen, die zum 1. Dezember 2007 durch den freiwilligen Zusammenschluss der Gemeinden Behringen und Hörselberg gebildet wurde.

## Geographie
Die Gemeinde liegt zwischen Eisenach, Bad Langensalza und Gotha am Südrand des Hainichs und umschließt die namensgebenden Hörselberge. Mit 142 Quadratkilometern war sie, nach Erfurt, Sondershausen und Gera, bis zur Fusion der neuen Gemeinde Gerstungen am 6. Juli 2018 Thüringens viertgrößte Gemeinde und damit größte Flächengemeinde ohne Stadtrecht in Thüringen. Mit 6346 Einwohnern belegt Hörselberg-Hainich Platz drei der bevölkerungsstärksten Gemeinden des Wartburgkreises.
Nachbargemeinden sind Eisenach im Westen, Berka vor dem Hainich im Nordwesten (beide Wartburgkreis), Unstrut-Hainich und Bad Langensalza (beide Unstrut-Hainich-Kreis) im Norden, Nessetal, Hörsel und Waltershausen (alle Landkreis Gotha) im Osten bzw. Süden sowie Wutha-Farnroda im Südwesten.

### Gewässer

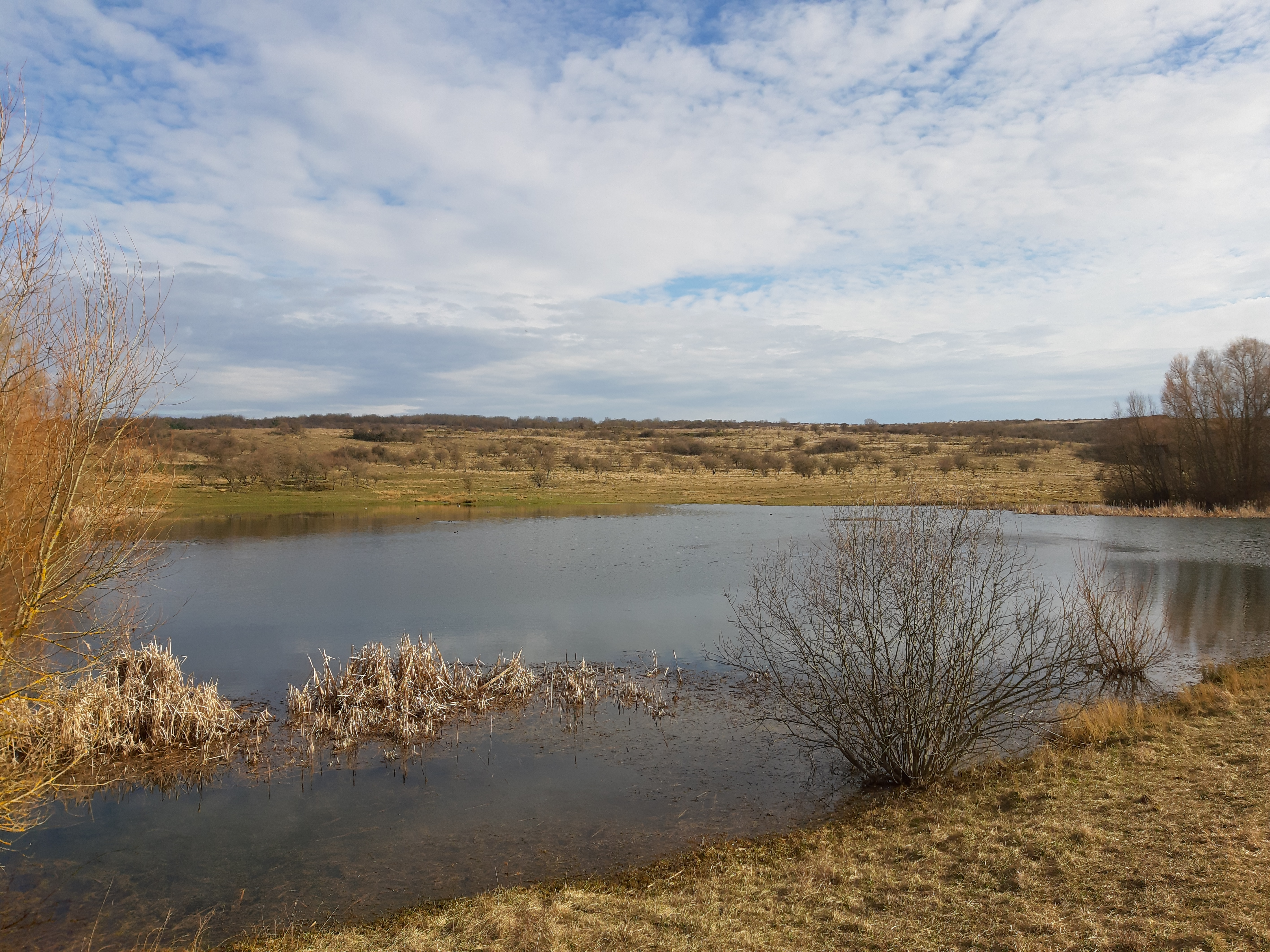
Stausee Silbersee im Hainich

Das Gemeindegebiet wird von den Gewässern I. Ordnung Nesse und Hörsel jeweils von Ost nach West durchflossen. In Sättelstädt mündet von Süden die Emse in die Hörsel. Von Norden mündet in Großenlupnitz die Böber in die Nesse. Ein nördlicher Nesse-Zufluss, der Bieberbach, ist die Vorflut der nördlichen Ortsteile Behringen, Wolfsbehringen und Hütscheroda. Von Reichenbach nach Tüngeda verläuft in östliche Richtung der Mittagswassergraben, welcher noch in der Gemarkung Tüngeda den Stausee Wangenheim speist.
In der Gemarkung Sondra wird aus mehreren Brunnen Grundwasser gefördert, das im Wasserwerk Sondra zu Trinkwasser aufbereitet wird. Von hier aus werden die Stadt Eisenach und einige ihrer Ortsteile, die Gemeinden Wutha-Farnroda und Ortsteile, Seebach (Wartburgkreis), Teile der Stadt Ruhla und die südlichen Ortschaften Hörselberg-Hainichs über Fernleitungen versorgt.
Teile der Gemarkungen Sondra, Sättelstädt und Bolleroda sind wegen der Wassergewinnung als Trinkwasserschutzgebiete ausgewiesen.

### Gemeindegliederung
Zur Gemeinde Hörselberg-Hainich gehören 17 Ortschaften:
| Ortsteil                 | Höhe ü. NN | Einwohner (Juni 2018) |
| ------------------------ | ---------- | --------------------- |
| Behringen                | 282        | 1492                  |
| Beuernfeld               | 254        | 114                   |
| Bolleroda                | 260        | 83                    |
| Burla                    | 287        | 82                    |
| Craula                   | 432        | 331                   |
| Ettenhausen an der Nesse | 253        | 146                   |
| Großenlupnitz            | 231        | 770                   |
| Hastrungsfeld            | 302        | 109                   |
| Hütscheroda              | 315        | 64                    |
| Kälberfeld               | 260        | 217                   |
| Melborn                  | 238        | 173                   |
| Reichenbach              | 322        | 354                   |
| Sättelstädt              | 264        | 566                   |
| Sondra                   | 275        | 155                   |
| Tüngeda                  | 284        | 495                   |
| Wenigenlupnitz           | 234        | 591                   |
| Wolfsbehringen           | 290        | 438                   |

Der Ort Behringen entstand durch den Zusammenschluss von Großenbehringen und Oesterbehringen in den 1950er Jahren. Die Kleinsiedlung Heßwinkel in der Gemarkung Großenbehringen wurde 1976 aufgegeben.

## Geschichte
Der Ortsteil Sättelstädt wird als Setinstete in einer Urkunde vom 30. Dezember (zwischen 1015 und 1018) genannt, in der Kaiser Heinrich II. dem Kloster zu Fulda den Wildbann in dem thüringischen Gau und der Mark Lupenzo (um Großenlupnitz) zueignet.
Die Gemeinde Hörselberg entstand am 1. Januar 1996 durch den Zusammenschluss von fünf Gemeinden. Die Gemeinde Behringen entstand zunächst am 1. Juli 1950 durch den Zusammenschluss dreier Gemeinden, von denen eine (Wolfsbehringen) 1957 wieder selbständig wurde. Diese und weitere drei Gemeinden wurden am 1. Juli 1999 zur neuen Gemeinde Behringen zusammengeschlossen. In der Zeit von 1957 bis 1994 wurden bereits kleinere Gemeinden aufgelöst.

## Einwohnerentwicklung
Entwicklung der Einwohnerzahl:
| - 2007: 6.568 - 2008: 6.572 - 2009: 6.469 - 2010: 6.374 - 2011: 6.313 - 2012: 6.276 | - 2013: 6.244 - 2014: 6.198 - 2015: 6.346 - 2016: 6.275 - 2017: 6.147 - 2018: 6.140 | - 2019: 6.101 - 2020: 6.165 - 2021: 6.081 - 2022: 6.055 - 2023: 6.052 - 2024: 5.979 |

 Datenquelle: ab 1994 Thüringer Landesamt für Statistik – Werte vom 31. Dezember 

## Politik

### Gemeinderat
Der Gemeinderat in Hörselberg-Hainich setzt sich aus dem Bürgermeister und 20 Ratsmitgliedern zusammen:
| Partei / Liste                                | Sitze | +/− |
| CDU/Bürger für Hörselberg-Hainich             | 9     | ±0  |
| Freie Wähler Hörselberg-Hainich               | 7     | + 1 |
| Wählergemeinschaft Zukunft Hörselberg-Hainich | 4     | − 1 |

(Stand: Kommunalwahl am 26. Mai 2024)

### Bürgermeister
Bei den Bürgermeisterwahlen am 18. Februar 2024 wurde der parteilose Sven Kellner (Freie Wähler Hörselberg-Hainich) zum hauptamtlichen Bürgermeister gewählt. Amtsvorgänger waren von 2008 bis 2020 Bernhard Bischof (parteilos, seit August 2013 CDU) und von 2020 bis zu seinem Rücktritt zum 31. Dezember 2023 Christian Blum (parteilos, für Freie Wähler Hörselberg-Hainich).

### Wappen
| Wappen von Hörselberg-Hainich | Blasonierung: „Geviert von Silber und Grün, Feld 1 und 4: ein schwarzer Bruchpfahl; Feld 2: ein goldener Ammonit (Ammonshorn); Feld 3: ein gezahntes goldenes Buchenblatt.“ |
| Wappen von Hörselberg-Hainich | Wappenbegründung: Die heraldische Figur eines schwarzen Bruchpfahls im silbernen Feld erzeugt den Initialbuchstaben H. Die beiden Buchstaben H-H (Hörselberg-Hainich) präsentieren den neuen Gemeindenamen. Der Ammonit ist ein Symbol für die Muschelkalklandschaft mit Trockenrasenflächen, Kerbtälern und periodischen Bachläufen, wo gelegentlich fossile Versteinerungen, darunter Muscheln oder Ammoniten zu finden sind. Das Laubblatt steht pars pro toto für den artenreichen Laubwald des Hainich. Zur Motivfindung führte der Gemeinderat 2008 einen Ideenwettbewerb durch. Das Wappen wurde nach Auswertung der Vorschläge vom Heraldiker Uwe Reipert gestaltet und am 12. März 2010 vom Thüringer Landesverwaltungsamt genehmigt. |

### Flagge
Die Flagge der Gemeinde ist grün – gelb geviert und trägt mittig das Gemeindewappen.

## Kultur und Sehenswürdigkeiten

### Sehenswürdigkeiten
- Nationalpark Hainich
- Gutshaus und Wildkatzendorf Hütscheroda
- Aussichtsturm auf dem Generalsberg bei Hütscheroda
- Naturschutzgebiet Wacholderheide bei Craula
- Stausee Silbersee bei Großenlupnitz
- Hörselberge
- Venus- und Tannhäuserhöhle
- Hörselberghaus
- Frau-Holle-Haus, Hastrungsfeld
- Schloss Neuscharfenberg, Wenigenlupnitz
- Schloss Behringen mit Schlosspark, Lapidarium, Inspektorenhaus und Dorfanger
- Skulpturenwanderweg Behringen – Hesswinkel – Hütscheroda
- Schloss Tüngeda
- Talsperre Tüngeda (Wangenheimer See)
- Dorfkirche Oesterbehringen
- Peter-und-Paul-Kirche Großenlupnitz
- Lutherkirche Kälberfeld
- Kirche und Weinberg Sättelstädt
- Bockwindmühle Tüngeda
- Golfplatz Wenigenlupnitz
- Tiergehege Wolfsbehringen
- Brunnenkresseteiche in Ettenhausen
- etwa 15 Steinkreuze
- Waidmühlstein am Dorfanger Craula
- Flugplatz Kindel

### Denkmale
Ein archäologischer Fundplatz (Bodendenkmal) liegt östlich des Ortes Sättelstädt nahe der ehemaligen Autobahn in der Hörselniederung. Dort fand man spätbronzezeitliche Funde und Palisadenanlagen. Es wird vermutet, dass diese Anlagen kultischen Charakter hatten.
In der Umgebung der Orte Behringen, Wenigenlupnitz und Reichenbach befinden sich etwa 10 mittelalterliche Wüstungen, deren Lage bekannt ist sowie weitere ur- und frühgeschichtliche Fundplätze als Bodendenkmale.
In allen Ortsteilen befinden sich (meist bei der jeweiligen Kirche) Gefallenen-Denkmäler für die einheimischen Opfer der Kriege, sie wurden mehr oder weniger aufwändig gestaltet. Die Mehrzahl der bei Kampfhandlungen in den Ortsteilen der Gemeinde gefallenen Soldaten wurden auf die zentrale Kriegsgräberstätte Hötzelsroda am Dürrerhof bei Eisenach umgebettet. Auf dem Friedhof von Sättelstädt wurden acht deutsche Soldaten, die am 3. April 1945 bei der Besetzung durch US-amerikanische Truppen gefallen waren und ein weiterer Gefallener bestattet.

### Naturdenkmale
Mehrere Bäume in der Gemeinde sind als Naturdenkmal ausgewiesen:
- Eiche in Reichenbach
- Eibe bei Hütscheroda
- Weymouthskiefer im Schlosspark Behringen
- Linde am Steinhöck in Großenlupnitz

### Vereine
Die Gemeinde besitzt ein sehr reichhaltig ausgeprägtes Vereinsleben, das vielen Interessen und Bedürfnissen der Bewohner Rechnung trägt:
Zu den ältesten Vereinen zählen Chöre, Schützen- und Sportverein mit zum Teil über 100-jähriger Tradition.

#### Orchester, Chöre und Sängergemeinschaften
- Behringer Musikverein e. V.
- Frauenchor Nessetal Großenlupnitz/Wenigenlupnitz
- Männergesangsverein Wenigenlupnitz

#### Schützenvereine
- Schützengesellschaft 1853 e. V.
- Schützenverein Craula 1990 e. V.
- Schützenverein Emsetal e. V.
- Kleinkaliberschützenverein Kälberfeld 1927 e. V.

#### Sportvereine
- Fußballsportverein Behringen e. V.
- Golfclub Eisenach im Wartburgkreis e. V.
- Gymnastikgruppe Wenigenlupnitz
- Pferdesportverein Großenlupnitz
- SG Nessetal Wenigenlupnitz
- SV Blau-Weiß Tüngeda 1990 e. V.
- SV Town & Country Behringen – Sonneborn e. V.

#### Kultur-, Heimat- und Geschichtsvereine
- Hörselbergverein
- Förderverein für die Kirchen Sättelstädt und Burla
- Verein Behringen International.
- Partnerschaftsverein Sättelstädt
- Heimatverein Tüngeda
- Heimatfreunde Behringen
- Landfrauenvereine haben sich in Craula und Reichenbach gebildet.

#### Karnevals- und Kirmesvereine
- Behringer Karnevalsverein
- Kirmesgesellschaften in Behringen, Wolfsbehringen, Craula, Reichenbach, Großenlupnitz, Wenigenlupitz-Melborn, Sättelstädt und Tüngeda

In fast allen Ortsteilen bestehen Garten- und Kleintierzuchtvereine sowie Feuerwehrvereine.

### Regelmäßige Veranstaltungen
In den Ortsteilen finden im Jahreslauf zahlreiche Veranstaltungen und Feste statt, die zum Teil in mittelalterlichem Brauchtum verwurzelt sind.
- Das Maienfest in Großenlupnitz wird traditionell durch die örtliche Freiwillige Feuerwehr ausgerichtet. Zum Programm gehören ein Umzug durch das Dorf, Musik und Tanzveranstaltungen sowie ein sportlicher Wettkampf mit benachbarten Feuerwehren.
- Das Fest der tausend Lichter wird alljährlich im Juni in Wenigenlupnitz am Ufer der Nesse gefeiert. Es wurde erstmals 1965 begangen. Die traditionelle Veranstaltung wurde zunächst vom Dorfclub und dem ortsansässigen Landwirtschaftsbetrieb organisiert. Inzwischen hat diese Aufgabe der Förderverein Nessetal e. V. übernommen. Sportliche Wettkämpfe, Tanz und Musik sowie verschiedene Belustigungen für Kinder und Jugendliche gehören zum Standardprogramm. Höhepunkt ist stets ein Ochse am Spieß, was der Veranstaltung den Beinamen „Lupser Ochsenfest“ einhandelte.
- Das Erhard-Schall-Fußballgedenkturnier findet wiederum in Wenigenlupnitz im Juni statt und wird von der Sportgemeinschaft Nessetal ausgerichtet. Nach dem Turnier, zu dem auch Damen- und Jugendmannschaften antreten, folgt traditionell der Sportlerball.
- Das Laubmannsfest ist im Ortsteil Hastrungsfeld-Burla beheimatet. Jeweils im Juni findet ein Umzug des Laubmanns mit seinem Gefolge durch das Dorf statt. Ursprünglich diente der Umzug als Natur- und Erntefest.
- Ebenfalls in Hastrungsfeld-Burla wird in der Weihnachtszeit das Frau-Holle-Fest im Gemeindezentrum, dem Frau-Holle-Haus, veranstaltet.
- Auf dem Sondraer Festplatz findet alljährlich ein Heimatfest der Bevölkerung von Sättelstädt und Sondra mit ihren Gästen, zu denen auch Besucher aus der irischen Partnergemeinde gehören statt.

## Religion
In den Ortsteilen von Hörselberg-Hainich bestehen 15 evangelisch-lutherische Kirchen. Die Gotteshäuser entstanden teilweise bereits im Spätmittelalter oder ersetzen einen älteren Vorgängerbau. Romanische Architekturmerkmale zeigen noch die Kirchen in Hastrungsfeld und Craula. Die beiden jüngsten Kirchen stehen in Großenbehringen (1846 erbaut) und in Kälberfeld (1905 geweiht).
Die historisch gewachsene Struktur zeigt sich auch bei den fünf Pfarrsprengeln:
- Evangelisches Pfarramt Behringen – zuständig für die Kirchgemeinden in Craula, Hütscheroda, Großenbehringen, Oesterbehringen und Wolfsbehringen
- Evangelisches Pfarramt Großenlupnitz – zuständig für die Kirchgemeinden Beuernfeld und Großenlupnitz
- Evangelisches Pfarramt Melborn – zuständig für die Kirchgemeinden Burla, Ettenhausen/Nesse, Hastrungsfeld, Melborn,  Sättelstädt und Wenigenlupnitz
- Evangelisches Pfarramt Schönau a.d. Hörsel – zuständig für die Kirchgemeinde Kälberfeld
- Evangelisches Pfarramt Wangenheim – zuständig für die Kirchgemeinden Reichenbach und Tüngeda.[4]

## Wirtschaft und Infrastruktur

### Gewerbe und Industrie
In der Gemeinde ist Town & Country Haus, ein Franchise-Geber für Massivhausbau, angesiedelt. Neben den traditionellen ortsansässigen Gewerbebetrieben wurden nach 1990 drei große Gewerbegebiete und ein Industriegebiet erschlossen und teilweise besiedelt. Mittlerweile sind die im Industriegebiet Kindel, im Gewerbegebiet Behringen und im Gewerbegebiet Großenlupnitz angesiedelten Firmen die größten Arbeitgeber der Region. Ein weiteres Gewerbegebiet mit vorwiegend Kleinindustrie und mittelständischen Betrieben sowie ein Handwerkerhof befinden sich im Ortsteil Sättelstädt. Auch im Umfeld des Verkehrslandeplatzes Kindel wurden ab 2006 Gewerbeflächen erschlossen. Dort haben sich einige luftfahrtypische Kleinbetriebe angesiedelt.

### Wasser und Abwasser
Für die Orte der ehemaligen Einheitsgemeinde Behringen (Behringen, Craula, Hütscheroda, Reichenbach, Tüngeda und Wolfsbehringen) übernimmt der Wasser- und Abwasserzweckverband Mittleres Nessetal Wasserver- und Abwasserentsorgung.
Der Trink- und Abwasserzweckverband Eisenach-Erbstromtal übernimmt diese Aufgabe für die Orte der ehemaligen Einheitsgemeinde Hörselberg (Beuernfeld, Bolleroda, Burla, Ettenhausen an der Nesse, Großenlupnitz, Hastrungsfeld, Kälberfeld, Melborn, Sättelstädt, Sondra und Wenigenlupnitz).

### Erneuerbare Energien
Auf dem Gebiet der Gemeinde stehen insgesamt 16 Windkraftanlagen. Sieben davon auf der „Tüngedaer Höhe“ östlich von Behringen. Neun weitere westlich von Beuernfeld.

### Verkehr
Das Gemeindegebiet wird von der Bundesautobahn 4 auf 14,4 km Länge durchschnitten und von den Bundesstraßen 7 und 84, den Landesstraßen 1029, 2113, 2120, 2122 und 3007 sowie den Kreisstraßen 1, 1a, 2a, 7, 503 und 515 erschlossen.

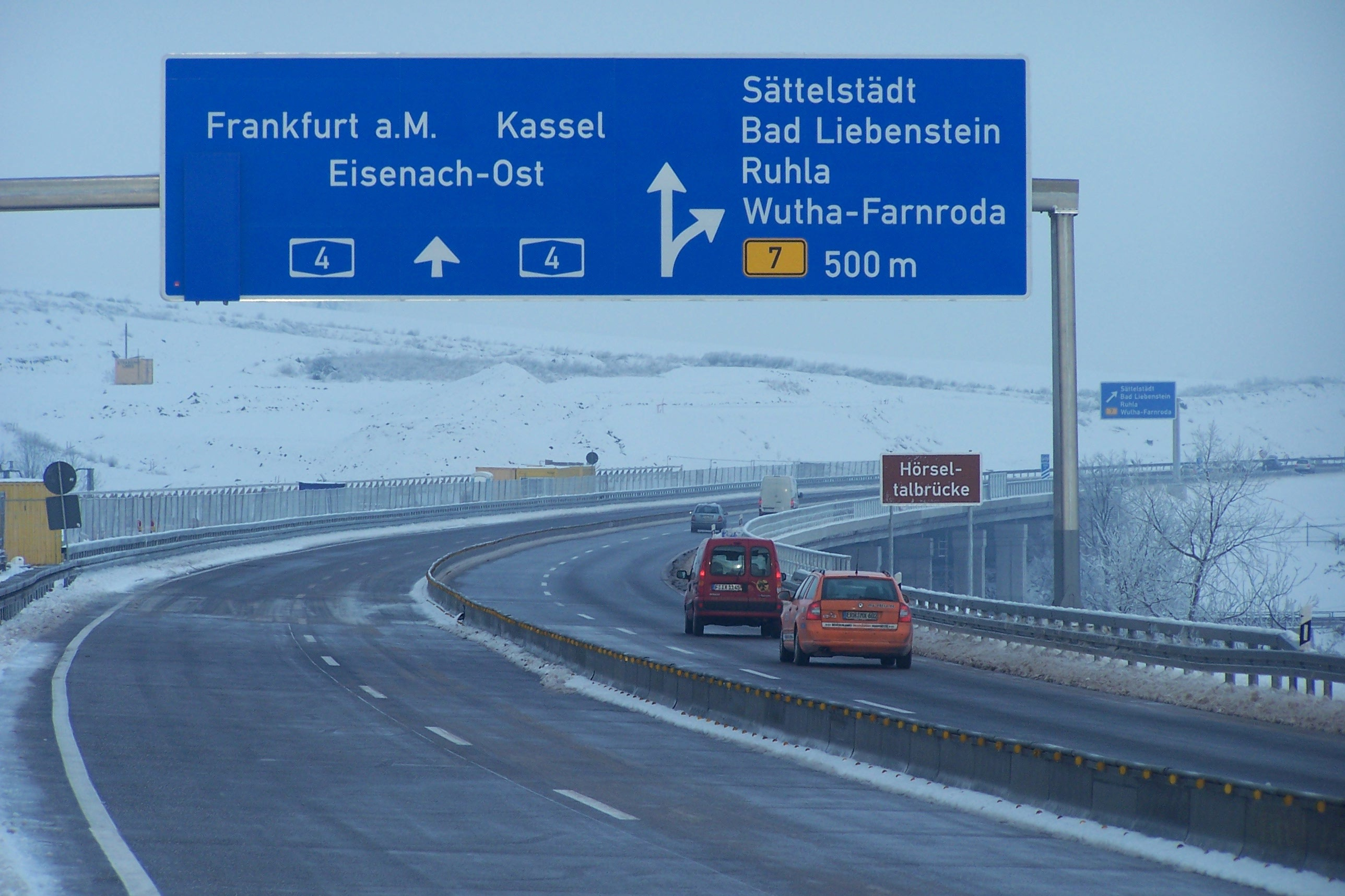
Abfahrt Sättelstädt an der A4 an der Hörseltalbrücke (2010)

Mit der Inbetriebnahme des Nordverlegung der A 4, die im Rahmen der Verkehrsprojekt Deutsche Einheit (VDE Nr. 15) realisiert wurde, erhielt die Gemeinde zwei Anschlussstellen. Bei Großenlupnitz ist die neue Anschlussstelle Eisenach-Ost über die Landesstraße 2113 an die Bundesstraße 84 angebunden. An der Anschlussstelle Sättelstädt, unweit des gleichnamigen Ortsteils beginnt die Bundesstraße 7 in Richtung Osten. Über die ebenfalls hier beginnende Landesstraße 3007 (zur Landesstraße abgestufter Abschnitt der vormaligen Bundesstraße 7 nach Eisenach) werden die südlichen Ortsteile sowie der Verkehrsraum Wutha-Farnroda erschlossen. Die verlegte Autobahn führt für die Ortsteile Beuernfeld, Bolleroda, Ettenhausen, Großenlupnitz und Hastrungsfeld zu starken Belastungen durch Lärm und Luftverunreinigungen. Der Bauauftrag für die Verlegung der A 4 wurde im Rahmen einer Öffentlich-Privaten Partnerschaft (ÖPP) im September 2007 vergeben. Für die 22,5 km lange, sechsstreifige Strecke wurde zu Beginn mit einer dreijährigen Bauzeit gerechnet. Seit dem 6. Januar 2010 ist die Neubautrasse, zunächst mit Einschränkungen, in Betrieb.
Außerdem durchquert die Bahnstrecke Halle (Saale)–Erfurt–Gerstungen, mit einem Haltepunkt und einem Betriebsbahnhof in Sättelstädt, die südlichen Ortsteile im Hörseltal. Der Eisenbahnanschluss zum Bahnhof Kindel wurde mit der Stilllegung der Nessetalbahn Bufleben–Friedrichswerth am 28. September 1995 funktionslos und 2007 abgebaut.
Dem regionalen Luftverkehr dient der Flugplatz Eisenach-Kindel in der Gemarkung des Ortsteiles Wenigenlupnitz.
Hörselberg-Hainich ist durch mehrere Buslinien mit den benachbarten Städten Eisenach und Bad Langensalza verbunden.

### Freiwillige Feuerwehren, Rettungsdienst

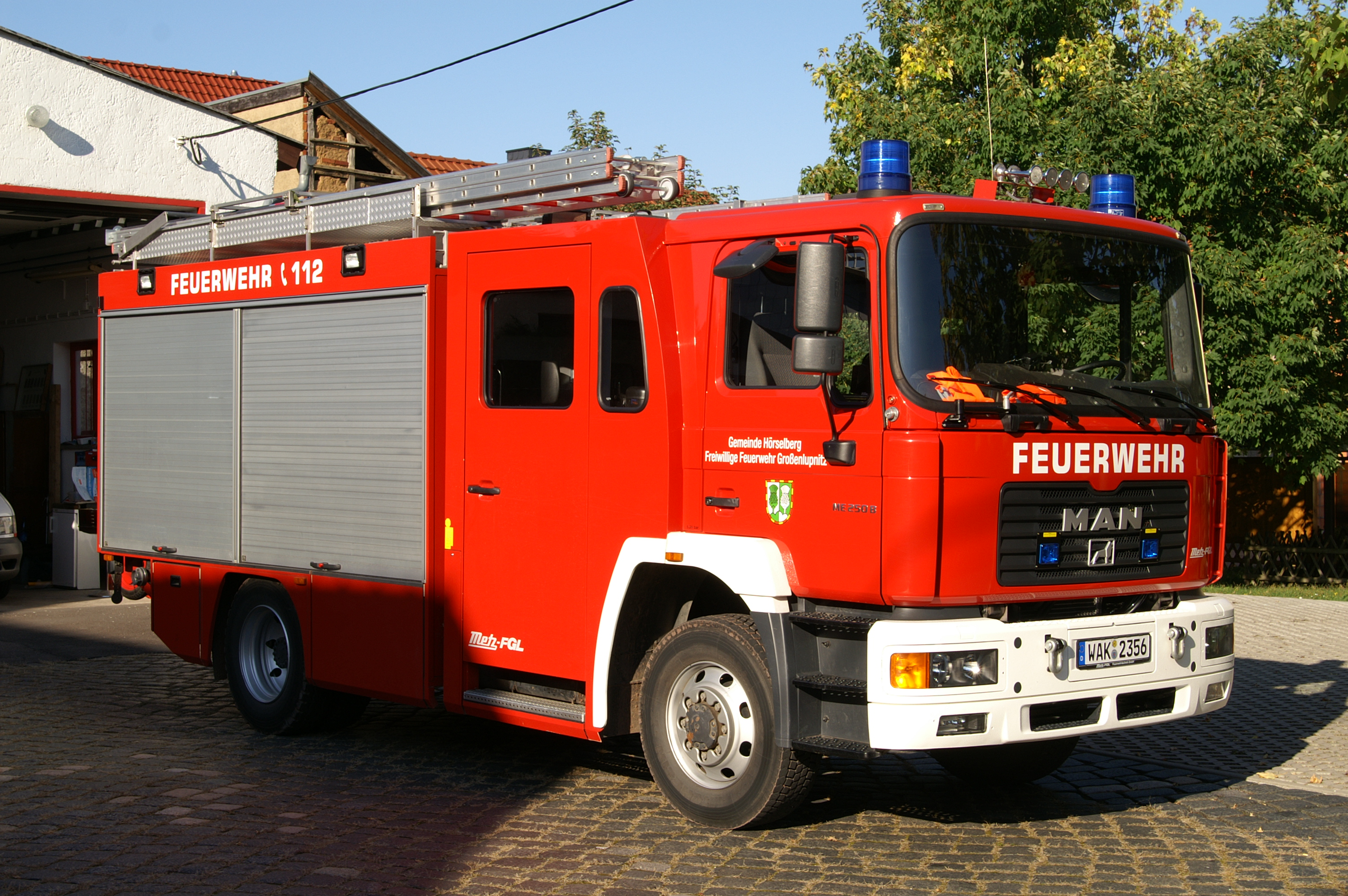
LF 16 der FF Großenlupnitz

Der Brand- und Katastrophenschutz der Gemeinde Hörselberg-Hainich wird durch die Freiwillige Feuerwehr Hörselberg-Hainich mit 10 Ortsteilfeuerwehren in Behringen, Craula, Ettenhausen, Großenlupnitz, Kälberfeld, Reichenbach, Sättelstädt/Sondra, Tüngeda, Wenigenlupnitz und Wolfsbehringen, unter Leitung eines Ortsbrandmeisters organisiert. Die Ortsteilfeuerwehren haben einen eigenen Wehrführer und tragen weiterhin die Bezeichnung Freiwillige Feuerwehr. Schwerpunktfeuerwehren mit Technikstandorten sind dabei die FF Behringen mit Löschgruppenfahrzeug LF 10/6, Tanklöschfahrzeug TLF 16/24-Tr, Vorausrüstwagen VRW, Mannschaftstransportfahrzeug MTF, die FF Großenlupnitz mit Löschgruppenfahrzeug LF 16/12 und Vorausgerätewagen VGW für den westlichen Bereich sowie die FF Sättelstädt mit einem Löschgruppenfahrzeug LF 10/6 und einem Sonder-Tanklöschfahrzeug für den südlichen Teil der Gemeinde. Alle anderen verfügen als Feuerwehren mit Grundausstattung über Kleinlöschfahrzeuge (KLF Thüringen) oder Tragkraftspritzenfahrzeuge TSF-W. Die Alarmierungen und Einsätze koordiniert die zuständige Leitstelle des Wartburgkreises (IlSt) in Eisenach.
Der Feuerwehrverein Sättelstädt unterhält eine Sammlung verschiedener, betriebsfähiger historischer Feuerwehrfahrzeuge und -spritzen. Außerdem wurde im Juli 2016 in Behringen eine Außenstelle des Deutschen Roten Kreuz Eisenach eröffnet. Die Rettungswache mit einem RTW ist derzeit nur tagsüber besetzt.

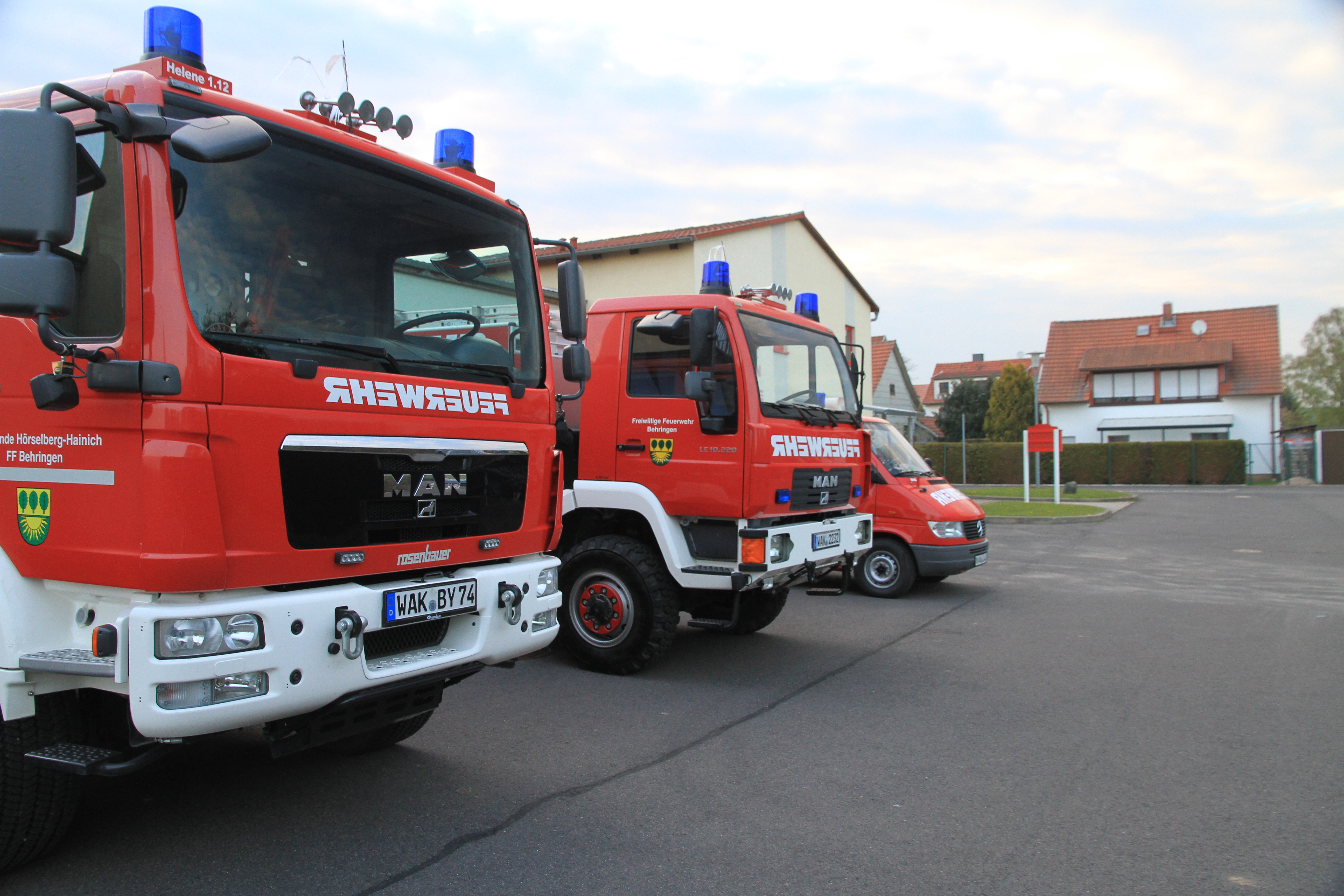
LF, TLF und VRW der Feuerwehr Behringen

### Medizinische- und soziale Versorgung
- Im Gemeindegebiet ist lediglich eine allgemeinmedizinische Praxis im Ortsteil Behringen beheimatet, nachdem die Allgemeinmediziner in Wenigenlupnitz und Sättelstädt in den Jahren 2021 und 2022 in den Ruhestand gingen. Weiterhin existieren drei Zahnarztpraxen (Wenigenlupnitz und Behringen), eine Apotheke (Behringen) sowie vier Physiotherapeuten (Behringen, Wenigenlupnitz, Sättelstädt und Sondra).
- Für die Akut- und Notfallversorgung sowie spezielle Behandlungen und Therapien sind die Kliniken in Bad Langensalza und Eisenach zuständig.
- Für die Betreuung von Senioren und Menschen mit psychisch schwierigen Lebensbedingungen sowie Menschen mit geistiger Behinderung wurden zwei Wohnheime in Behringen und Wenigenlupnitz eingerichtet. Weitere Seniorenpflegeheime befinden sich in der benachbarten Stadt Eisenach und in Bad Langensalza.
- Ein Jugendsozialbetreuer ist am Kinder- und Jugendzentrum Krokotreff in Behringen tätig.[4]

### Bildung
In den Ortsteilen der Gemeinde bestehen folgende Bildungsangebote und Schulen:
- Staatliche Grundschule „Nessetal“ Wenigenlupnitz
- Staatliche Grundschule „Am Hainich“ Behringen
- Staatliche Regelschule „Am Rennstieg“ Behringen

Kindergärten befinden sich in
- Behringen  (Kindertagesstätte „Regenbogen“)
- Großenlupnitz (Kinderarche „Kastanienbaum“)
- Reichenbach  (Kindertagesstätte „Pusteblume“, ehemals „Zwergenland“)
- Sättelstädt (Kinderarche „Haus der fröhlichen Kinder“)
- Wenigenlupnitz (Kinderarche)
- Wolfsbehringen  (Kindertagesstätte „Villa Kunterbunt“)

Im Gewerbegebiet Großenlupnitz ist eine Fahrschule und beim Verkehrslandeplatz Kindel eine Flugschule sowie ein Verkehrssicherheitszentrum angesiedelt.

## Töchter und Söhne der Gemeinde
- Ernst Wilhelm Wolf (* 25. Februar 1735 in Großenbehringen; † 1. Dezember 1792 in Weimar), Hofkapellmeister, Pianist und Komponist
- Therese Blase (* 6. Mai 1873 in Craula; † 2. Mai 1930 in Mannheim), Sozialpolitikerin (SPD)
- Otto Schiek (* 5. Oktober 1898 in Großenlupnitz; † 4. März 1980 in Weimar), Politiker (KPD)
- Dagmar Schipanski (* 3. September 1943 in Sättelstädt; † 7. September 2022), Wissenschaftlerin, Politikerin (CDU)